# Budatétény
Budatétény (/ˈbudɒteːteːɲ/, en allemand Kleinteting) est un quartier situé dans le 22e arrondissement de Budapest, sur la route du lac Balaton, aux abords de Diósd en extrême périphérie. 